# Lijst van voetbalinterlands Aruba - Grenada
Deze lijst van voetbalinterlands geeft een overzicht van alle officiële voetbalwedstrijden tussen de nationale teams van Aruba en Grenada. De landen hebben tot op heden twee keer tegen elkaar gespeeld. De eerste ontmoeting, een kwalificatiewedstrijd voor de Caribbean Cup 2001, werd gespeeld in Paramaribo (Suriname) op 6 april 2001. Het laatste duel, een kwalificatie voor de CONCACAF Gold Cup 2009, vond plaats op 29 juli 2008 in Willemstad (Curaçao).

## Wedstrijden
| № | Plaats     | Datum        | Competitie                          | Wedstrijd       | Uitslag |
| - | ---------- | ------------ | ----------------------------------- | --------------- | ------- |
| 1 | Paramaribo | 6 april 2001 | Caribbean Cup 2001 kwalificatie     | Grenada − Aruba | 4 − 2   |
| 2 | Willemstad | 29 juli 2008 | CONCACAF Gold Cup 2009 kwalificatie | Grenada − Aruba | 3 − 1   |

## Samenvatting
| Competitie                     | Totaal gespeeld | Winst Aruba | Gelijk | Winst Grenada | Doelsaldo Aruba – Grenada |
| ------------------------------ | --------------- | ----------- | ------ | ------------- | ------------------------- |
| CONCACAF Gold Cup-kwalificatie | 1               | 0           | 0      | 1             | 1 − 3                     |
| Caribbean Cup-kwalificatie     | 1               | 0           | 0      | 1             | 2 − 4                     |
| Totaal                         | 2               | 0           | 0      | 2             | 3 − 7                     |

Wedstrijden bepaald door strafschoppen worden, in lijn met de FIFA, als een gelijkspel gerekend.